# 4e étape du Tour d'Italie 2021
Pour un article plus général, voir Tour d'Italie 2021.
La 4e étape du Tour d'Italie 2021 se déroule le mardi 11 mai 2021 entre Plaisance et Sestola, sur une distance de 186 km. L'Américain Joe Dombrowski gagne l'étape en solitaire après avoir été échappé dans un groupe ayant compté jusqu'à 25 coureurs; il s'agit de sa première victoire en UCI World Tour. Deuxième de l'étape, Alessandro De Marchi prend le maillot rose.

## Déroulement de la course
Cette étape se déroule principalement sous la pluie rendant les routes glissantes. L'échappée matinale constituée de 25 coureurs compte jusqu'à 8 minutes d'avance sur le peloton. À 65 kilomètres de l'arrivée, trois coureurs se dégagent de ce groupe et s'isolent en tête. Il s'agit des coéquipiers d'Intermarché-Wanty Gobert, le Belge Quinten Hermans et l'Estonien Rein Taaramäe ainsi que du Danois Christopher Juul Jensen (Team BikeExchange). Hermans doit laisser filer ses deux compagnons lors de la montée du col de Montemolino. Mais, dans la dernière ascension du jour, le Colle Paserino, le duo de tête est repris puis dépassé par l'Américain Joe Dombrowski (UAE) et l'Italien Alessandro De Marchi (Israël Start-Up Nation) issus eux aussi du groupe initial d'échappés. Dombrowski lâche rapidement De Marchi et file vers une victoire en solitaire à Sestola.
Des 25 coureurs issus de l'échappée initiale, 10 d'entre eux réussissent à terminer avant le peloton dont un groupe de cinq hommes comptant notamment le Colombien Egan Bernal (Ineos grenadiers), le Russe Aleksandr Vlasov (Astana) et l'Espagnol Mikel Landa (Bahrain) s'était détaché dans la montée du Colle Paserino. Ce groupe de cinq hommes réussit à distancer de 11 secondes d'autres favoris parmi lesquels le Belge Remco Evenepoel (Deceuninck Quick Step), le Britannique Simon Yates (Team BikeExchange) et le Français Romain Bardet (DSM).

## Résultats

### Classement de l'étape
| \| Classement de l'étape \| Classement de l'étape \| Classement de l'étape \| Classement de l'étape \| Classement de l'étape \| \| Coureur \| Coureur \| Pays \| Équipe \| Temps \| \| --------------------- \| ----------------------- \| --------------------- \| ---------------------------------- \| --------------------- \| \| 1er \| Joe Dombrowski \| États-Unis \| UAE Team Emirates \| 4 h 58 min 38 s \| \| 2e \| Alessandro De Marchi \| Italie \| Israel Start-Up Nation \| + 13 s \| \| 3e \| Filippo Fiorelli \| Italie \| Bardiani CSF Faizanè \| + 27 s \| \| 4e \| Louis Vervaeke \| Belgique \| Alpecin-Fenix \| + 29 s \| \| 5e \| Jan Tratnik \| Slovénie \| Bahrain Victorious \| + 29 s \| \| 6e \| Attila Valter \| Hongrie \| Groupama-FDJ \| + 44 s \| \| 7e \| Nicolas Edet \| France \| Cofidis \| + 49 s \| \| 8e \| Nélson Oliveira \| Portugal \| Movistar Team \| + 57 s \| \| 9e \| Rein Taaramäe \| Estonie \| Intermarché-Wanty-Gobert Matériaux \| + 1 min 33 s \| \| 10e \| Christopher Juul Jensen \| Danemark \| BikeExchange \| + 1 min 36 s \| |                         |            |                                    |                 |
| |                         |            |                                    |                 |
| Source : ProCyclingStats |                         |            |                                    |                 |
| Classement de l'étape |                         |            |                                    |                 |
| Coureur | Coureur                 | Pays       | Équipe                             | Temps           |
| 1er | Joe Dombrowski          | États-Unis | UAE Team Emirates                  | 4 h 58 min 38 s |
| 2e | Alessandro De Marchi    | Italie     | Israel Start-Up Nation             | + 13 s          |
| 3e | Filippo Fiorelli        | Italie     | Bardiani CSF Faizanè               | + 27 s          |
| 4e | Louis Vervaeke          | Belgique   | Alpecin-Fenix                      | + 29 s          |
| 5e | Jan Tratnik             | Slovénie   | Bahrain Victorious                 | + 29 s          |
| 6e | Attila Valter           | Hongrie    | Groupama-FDJ                       | + 44 s          |
| 7e | Nicolas Edet            | France     | Cofidis                            | + 49 s          |
| 8e | Nélson Oliveira         | Portugal   | Movistar Team                      | + 57 s          |
| 9e | Rein Taaramäe           | Estonie    | Intermarché-Wanty-Gobert Matériaux | + 1 min 33 s    |
| 10e | Christopher Juul Jensen | Danemark   | BikeExchange                       | + 1 min 36 s    |

### Points attribués pour le classement par points
| Sprint intermédiaire Canossa (km 86,9) | Sprint intermédiaire Canossa (km 86,9) | Sprint intermédiaire Canossa (km 86,9) | Sprint intermédiaire Canossa (km 86,9) | Sprint intermédiaire Canossa (km 86,9) |
| -------------------------------------- | -------------------------------------- | -------------------------------------- | -------------------------------------- | -------------------------------------- |
|                                        | Coureur                                | Pays                                   | Équipe                                 | Point(s)                               |
| 1er                                    | Filippo Tagliani                       | Italie                                 | Androni Giocattoli-Sidermec            | 12                                     |
| 2e                                     | Nicola Venchiarutti                    | Italie                                 | Androni Giocattoli-Sidermec            | 8                                      |
| 3e                                     | Filippo Fiorelli                       | Italie                                 | Bardiani CSF Faizanè                   | 6                                      |
| 4e                                     | Alessandro De Marchi                   | Italie                                 | Israel Start-Up Nation                 | 5                                      |
| 5e                                     | Francesco Gavazzi                      | Italie                                 | Eolo-Kometa                            | 4                                      |
| 6e                                     | Andrea Vendrame                        | Italie                                 | AG2R Citroën                           | 3                                      |
| 7e                                     | Márton Dina                            | Hongrie                                | Eolo-Kometa                            | 2                                      |
| 8e                                     | Jacopo Mosca                           | Italie                                 | Trek-Segafredo                         | 1                                      |
| modifier                               |                                        |                                        |                                        |                                        |

| Arrivée d'étape Sestola (km 186) | Arrivée d'étape Sestola (km 186) | Arrivée d'étape Sestola (km 186) | Arrivée d'étape Sestola (km 186)   | Arrivée d'étape Sestola (km 186) |
| -------------------------------- | -------------------------------- | -------------------------------- | ---------------------------------- | -------------------------------- |
|                                  | Coureur                          | Pays                             | Équipe                             | Point(s)                         |
| 1er                              | Joe Dombrowski                   | États-Unis                       | UAE Team Emirates                  | 25                               |
| 2e                               | Alessandro De Marchi             | Italie                           | Israel Start-Up Nation             | 18                               |
| 3e                               | Filippo Fiorelli                 | Italie                           | Bardiani CSF Faizanè               | 12                               |
| 4e                               | Louis Vervaeke                   | Belgique                         | Alpecin-Fenix                      | 8                                |
| 5e                               | Jan Tratnik                      | Slovénie                         | Bahrain Victorious                 | 6                                |
| 6e                               | Attila Valter                    | Hongrie                          | Groupama-FDJ                       | 5                                |
| 7e                               | Nicolas Edet                     | France                           | Cofidis                            | 4                                |
| 8e                               | Nélson Oliveira                  | Portugal                         | Movistar                           | 3                                |
| 9e                               | Rein Taaramäe                    | Estonie                          | Intermarché-Wanty-Gobert Matériaux | 2                                |
| 10e                              | Christopher Juul Jensen          | Danemark                         | BikeExchange                       | 1                                |
| modifier                         |                                  |                                  |                                    |                                  |

### Points attribués pour le classement du meilleur grimpeur
| Castello di Carpineti (km 110,8) 3e catégorie (3 km à 7,8%) | Castello di Carpineti (km 110,8) 3e catégorie (3 km à 7,8%) | Castello di Carpineti (km 110,8) 3e catégorie (3 km à 7,8%) | Castello di Carpineti (km 110,8) 3e catégorie (3 km à 7,8%) | Castello di Carpineti (km 110,8) 3e catégorie (3 km à 7,8%) |
| ----------------------------------------------------------- | ----------------------------------------------------------- | ----------------------------------------------------------- | ----------------------------------------------------------- | ----------------------------------------------------------- |
|                                                             | Coureur                                                     | Pays                                                        | Équipe                                                      | Point(s)                                                    |
| 1er                                                         | Francesco Gavazzi                                           | Italie                                                      | Eolo-Kometa                                                 | 9                                                           |
| 2e                                                          | Rein Taaramäe                                               | Estonie                                                     | Intermarché-Wanty-Gobert Matériaux                          | 4                                                           |
| 3e                                                          | Christopher Juul Jensen                                     | Danemark                                                    | BikeExchange                                                | 2                                                           |
| 4e                                                          | Quinten Hermans                                             | Belgique                                                    | Intermarché-Wanty-Gobert Matériaux                          | 1                                                           |
| modifier                                                    |                                                             |                                                             |                                                             |                                                             |

| Montemolino (km 142,4) 3e catégorie (2 km à 10,8%) | Montemolino (km 142,4) 3e catégorie (2 km à 10,8%) | Montemolino (km 142,4) 3e catégorie (2 km à 10,8%) | Montemolino (km 142,4) 3e catégorie (2 km à 10,8%) | Montemolino (km 142,4) 3e catégorie (2 km à 10,8%) |
| -------------------------------------------------- | -------------------------------------------------- | -------------------------------------------------- | -------------------------------------------------- | -------------------------------------------------- |
|                                                    | Coureur                                            | Pays                                               | Équipe                                             | Point(s)                                           |
| 1er                                                | Rein Taaramäe                                      | Estonie                                            | Intermarché-Wanty-Gobert Matériaux                 | 9                                                  |
| 2e                                                 | Christopher Juul Jensen                            | Danemark                                           | BikeExchange                                       | 4                                                  |
| 3e                                                 | Alessandro De Marchi                               | Italie                                             | Israel Start-Up Nation                             | 2                                                  |
| 4e                                                 | Louis Vervaeke                                     | Belgique                                           | Alpecin-Fenix                                      | 1                                                  |
| modifier                                           |                                                    |                                                    |                                                    |                                                    |

| \| Colle Passerino (km 183,5) 2e catégorie (4,3 km à 9,5%) \| Colle Passerino (km 183,5) 2e catégorie (4,3 km à 9,5%) \| Colle Passerino (km 183,5) 2e catégorie (4,3 km à 9,5%) \| Colle Passerino (km 183,5) 2e catégorie (4,3 km à 9,5%) \| Colle Passerino (km 183,5) 2e catégorie (4,3 km à 9,5%) \| \| ------------------------------------------------------- \| ------------------------------------------------------- \| ------------------------------------------------------- \| ------------------------------------------------------- \| ------------------------------------------------------- \| \| \| Coureur \| Pays \| Équipe \| Point(s) \| \| 1er \| Joe Dombrowski \| États-Unis \| UAE Team Emirates \| 18 \| \| 2e \| Alessandro De Marchi \| Italie \| Israel Start-Up Nation \| 8 \| \| 3e \| Filippo Fiorelli \| Italie \| Bardiani CSF Faizanè \| 6 \| \| 4e \| Louis Vervaeke \| Belgique \| Alpecin-Fenix \| 4 \| \| 5e \| Jan Tratnik \| Slovénie \| Bahrain Victorious \| 2 \| \| 6e \| Attila Valter \| Hongrie \| Groupama-FDJ \| 1 \| \| modifier \| \| \| \| \| |                      |            |                        |          |
| Colle Passerino (km 183,5) 2e catégorie (4,3 km à 9,5%) |                      |            |                        |          |
| | Coureur              | Pays       | Équipe                 | Point(s) |
| 1er | Joe Dombrowski       | États-Unis | UAE Team Emirates      | 18       |
| 2e | Alessandro De Marchi | Italie     | Israel Start-Up Nation | 8        |
| 3e | Filippo Fiorelli     | Italie     | Bardiani CSF Faizanè   | 6        |
| 4e | Louis Vervaeke       | Belgique   | Alpecin-Fenix          | 4        |
| 5e | Jan Tratnik          | Slovénie   | Bahrain Victorious     | 2        |
| 6e | Attila Valter        | Hongrie    | Groupama-FDJ           | 1        |
| modifier |                      |            |                        |          |

### Points attribués pour le classement des sprints intermédiaires
| Sprint intermédiaire Canossa (km 86,9) | Sprint intermédiaire Canossa (km 86,9) | Sprint intermédiaire Canossa (km 86,9) | Sprint intermédiaire Canossa (km 86,9) | Sprint intermédiaire Canossa (km 86,9) |
| -------------------------------------- | -------------------------------------- | -------------------------------------- | -------------------------------------- | -------------------------------------- |
|                                        | Coureur                                | Pays                                   | Équipe                                 | Point(s)                               |
| 1er                                    | Filippo Tagliani                       | Italie                                 | Androni Giocattoli-Sidermec            | 10                                     |
| 2e                                     | Nicola Venchiarutti                    | Italie                                 | Androni Giocattoli-Sidermec            | 6                                      |
| 3e                                     | Filippo Fiorelli                       | Italie                                 | Bardiani CSF Faizanè                   | 3                                      |
| 4e                                     | Alessandro De Marchi                   | Italie                                 | Israel Start-Up Nation                 | 2                                      |
| 5e                                     | Francesco Gavazzi                      | Italie                                 | Eolo-Kometa                            | 1                                      |
| modifier                               |                                        |                                        |                                        |                                        |

| Sprint intermédiaire Fanano (km 179,2) | Sprint intermédiaire Fanano (km 179,2) | Sprint intermédiaire Fanano (km 179,2) | Sprint intermédiaire Fanano (km 179,2) | Sprint intermédiaire Fanano (km 179,2) |
| -------------------------------------- | -------------------------------------- | -------------------------------------- | -------------------------------------- | -------------------------------------- |
|                                        | Coureur                                | Pays                                   | Équipe                                 | Point(s)                               |
| 1er                                    | Rein Taaramäe                          | Estonie                                | Intermarché-Wanty-Gobert Matériaux     | 10                                     |
| 2e                                     | Christopher Juul Jensen                | Danemark                               | BikeExchange                           | 6                                      |
| 3e                                     | Nélson Oliveira                        | Portugal                               | Movistar                               | 3                                      |
| 4e                                     | Alessandro De Marchi                   | Italie                                 | Israel Start-Up Nation                 | 2                                      |
| 5e                                     | Joe Dombrowski                         | États-Unis                             | UAE Team Emirates                      | 1                                      |
| modifier                               |                                        |                                        |                                        |                                        |

### Bonifications
|   | Coureur                 | Pays     | Équipe                             | Secondes |
| - | ----------------------- | -------- | ---------------------------------- | -------- |
| 1 | Rein Taaramäe           | Estonie  | Intermarché-Wanty-Gobert Matériaux | 3 s      |
| 2 | Christopher Juul Jensen | Danemark | BikeExchange                       | 2 s      |
| 3 | Nélson Oliveira         | Espagne  | Movistar                           | 1 s      |

|   | Coureur              | Pays       | Équipe                 | Secondes |
| - | -------------------- | ---------- | ---------------------- | -------- |
| 1 | Joe Dombrowski       | États-Unis | UAE Team Emirates      | 10 s     |
| 2 | Alessandro De Marchi | Italie     | Israel Start-Up Nation | 6 s      |
| 3 | Filippo Fiorelli     | Italie     | Bardiani CSF Faizanè   | 4 s      |

## Classements à l'issue de l'étape

### Classement général
| \| Classement général \| Classement général \| Classement général \| Classement général \| Classement général \| \| Coureur \| Coureur \| Pays \| Équipe \| Temps \| \| ------------------ \| -------------------- \| ------------------ \| ---------------------- \| ------------------ \| \| 1er \| Alessandro De Marchi \| Italie \| Israel Start-Up Nation \| 13 h 50 min 44 s \| \| 2e \| Joe Dombrowski \| États-Unis \| UAE Team Emirates \| + 22 s \| \| 3e \| Louis Vervaeke \| Belgique \| Alpecin-Fenix \| + 42 s \| \| 4e \| Nélson Oliveira \| Portugal \| Movistar Team \| + 48 s \| \| 5e \| Attila Valter \| Hongrie \| Groupama-FDJ \| + 1 min 00 s \| \| 6e \| Nicolas Edet \| France \| Cofidis \| + 1 min 15 s \| \| 7e \| Aleksandr Vlasov \| Russie \| Astana-Premier Tech \| + 1 min 24 s \| \| 8e \| Remco Evenepoel \| Belgique \| Deceuninck-Quick Step \| + 1 min 28 s \| \| 9e \| Alberto Bettiol \| Italie \| EF Education-Nippo \| + 1 min 37 s \| \| 10e \| Hugh Carthy \| Royaume-Uni \| EF Education-Nippo \| + 1 min 38 s \| |                      |             |                        |                  |
| |                      |             |                        |                  |
| Source : ProCyclingStats |                      |             |                        |                  |
| Classement général |                      |             |                        |                  |
| Coureur | Coureur              | Pays        | Équipe                 | Temps            |
| 1er | Alessandro De Marchi | Italie      | Israel Start-Up Nation | 13 h 50 min 44 s |
| 2e | Joe Dombrowski       | États-Unis  | UAE Team Emirates      | + 22 s           |
| 3e | Louis Vervaeke       | Belgique    | Alpecin-Fenix          | + 42 s           |
| 4e | Nélson Oliveira      | Portugal    | Movistar Team          | + 48 s           |
| 5e | Attila Valter        | Hongrie     | Groupama-FDJ           | + 1 min 00 s     |
| 6e | Nicolas Edet         | France      | Cofidis                | + 1 min 15 s     |
| 7e | Aleksandr Vlasov     | Russie      | Astana-Premier Tech    | + 1 min 24 s     |
| 8e | Remco Evenepoel      | Belgique    | Deceuninck-Quick Step  | + 1 min 28 s     |
| 9e | Alberto Bettiol      | Italie      | EF Education-Nippo     | + 1 min 37 s     |
| 10e | Hugh Carthy          | Royaume-Uni | EF Education-Nippo     | + 1 min 38 s     |

| Classement par points | Classement par points | Classement par points | Classement par points              | Classement par points |
| Coureur               | Coureur               | Pays                  | Équipe                             | Points                |
| --------------------- | --------------------- | --------------------- | ---------------------------------- | --------------------- |
| 1er                   | Tim Merlier           | Belgique              | Alpecin-Fenix                      | 50 pts                |
| 2e                    | Elia Viviani          | Italie                | Cofidis                            | 38 pts                |
| 3e                    | Giacomo Nizzolo       | Italie                | Qhubeka Assos                      | 35 pts                |
| 4e                    | Peter Sagan           | Slovaquie             | Bora-Hansgrohe                     | 29 pts                |
| 5e                    | Taco van der Hoorn    | Pays-Bas              | Intermarché-Wanty-Gobert Matériaux | 28 pts                |
| 6e                    | Filippo Fiorelli      | Italie                | Bardiani CSF Faizanè               | 28 pts                |
| 7e                    | Joe Dombrowski        | États-Unis            | UAE Team Emirates                  | 25 pts                |
| 8e                    | Davide Cimolai        | Italie                | Israel Start-Up Nation             | 25 pts                |
| 9e                    | Filippo Tagliani      | Italie                | Androni Giocattoli-Sidermec        | 24 pts                |
| 10e                   | Alessandro De Marchi  | Italie                | Israel Start-Up Nation             | 23 pts                |

| Classement par points | Classement par points | Classement par points | Classement par points              | Classement par points |
| Coureur               | Coureur               | Pays                  | Équipe                             | Points                |
| --------------------- | --------------------- | --------------------- | ---------------------------------- | --------------------- |
| 1er                   | Tim Merlier           | Belgique              | Alpecin-Fenix                      | 50 pts                |
| 2e                    | Elia Viviani          | Italie                | Cofidis                            | 38 pts                |
| 3e                    | Giacomo Nizzolo       | Italie                | Qhubeka Assos                      | 35 pts                |
| 4e                    | Peter Sagan           | Slovaquie             | Bora-Hansgrohe                     | 29 pts                |
| 5e                    | Taco van der Hoorn    | Pays-Bas              | Intermarché-Wanty-Gobert Matériaux | 28 pts                |
| 6e                    | Filippo Fiorelli      | Italie                | Bardiani CSF Faizanè               | 28 pts                |
| 7e                    | Joe Dombrowski        | États-Unis            | UAE Team Emirates                  | 25 pts                |
| 8e                    | Davide Cimolai        | Italie                | Israel Start-Up Nation             | 25 pts                |
| 9e                    | Filippo Tagliani      | Italie                | Androni Giocattoli-Sidermec        | 24 pts                |
| 10e                   | Alessandro De Marchi  | Italie                | Israel Start-Up Nation             | 23 pts                |

| Classement de la montagne | Classement de la montagne | Classement de la montagne | Classement de la montagne          | Classement de la montagne |
| Coureur                   | Coureur                   | Pays                      | Équipe                             | Points                    |
| ------------------------- | ------------------------- | ------------------------- | ---------------------------------- | ------------------------- |
| 1er                       | Joe Dombrowski            | États-Unis                | UAE Team Emirates                  | 18 pts                    |
| 2e                        | Vincenzo Albanese         | Italie                    | Eolo-Kometa                        | 16 pts                    |
| 3e                        | Rein Taaramäe             | Estonie                   | Intermarché-Wanty-Gobert Matériaux | 13 pts                    |
| 4e                        | Alessandro De Marchi      | Italie                    | Israel Start-Up Nation             | 10 pts                    |
| 5e                        | Francesco Gavazzi         | Italie                    | Eolo-Kometa                        | 9 pts                     |
| 6e                        | Simon Pellaud             | Suisse                    | Androni Giocattoli-Sidermec        | 6 pts                     |
| 7e                        | Lars van den Berg         | Pays-Bas                  | Groupama-FDJ                       | 6 pts                     |
| 8e                        | Christopher Juul Jensen   | Danemark                  | BikeExchange                       | 6 pts                     |
| 9e                        | Filippo Fiorelli          | Italie                    | Bardiani CSF Faizanè               | 6 pts                     |
| 10e                       | Louis Vervaeke            | Belgique                  | Alpecin-Fenix                      | 5 pts                     |

| Classement de la montagne | Classement de la montagne | Classement de la montagne | Classement de la montagne          | Classement de la montagne |
| Coureur                   | Coureur                   | Pays                      | Équipe                             | Points                    |
| ------------------------- | ------------------------- | ------------------------- | ---------------------------------- | ------------------------- |
| 1er                       | Joe Dombrowski            | États-Unis                | UAE Team Emirates                  | 18 pts                    |
| 2e                        | Vincenzo Albanese         | Italie                    | Eolo-Kometa                        | 16 pts                    |
| 3e                        | Rein Taaramäe             | Estonie                   | Intermarché-Wanty-Gobert Matériaux | 13 pts                    |
| 4e                        | Alessandro De Marchi      | Italie                    | Israel Start-Up Nation             | 10 pts                    |
| 5e                        | Francesco Gavazzi         | Italie                    | Eolo-Kometa                        | 9 pts                     |
| 6e                        | Simon Pellaud             | Suisse                    | Androni Giocattoli-Sidermec        | 6 pts                     |
| 7e                        | Lars van den Berg         | Pays-Bas                  | Groupama-FDJ                       | 6 pts                     |
| 8e                        | Christopher Juul Jensen   | Danemark                  | BikeExchange                       | 6 pts                     |
| 9e                        | Filippo Fiorelli          | Italie                    | Bardiani CSF Faizanè               | 6 pts                     |
| 10e                       | Louis Vervaeke            | Belgique                  | Alpecin-Fenix                      | 5 pts                     |

| Classement du meilleur jeune | Classement du meilleur jeune | Classement du meilleur jeune | Classement du meilleur jeune | Classement du meilleur jeune |
| Coureur                      | Coureur                      | Pays                         | Équipe                       | Temps                        |
| ---------------------------- | ---------------------------- | ---------------------------- | ---------------------------- | ---------------------------- |
| 1er                          | Attila Valter                | Hongrie                      | Groupama-FDJ                 | 13 h 51 min 44 s             |
| 2e                           | Aleksandr Vlasov             | Russie                       | Astana-Premier Tech          | + 24 s                       |
| 3e                           | Remco Evenepoel              | Belgique                     | Deceuninck-Quick Step        | + 28 s                       |
| 4e                           | Egan Bernal                  | Colombie                     | Ineos Grenadiers             | + 39 s                       |
| 5e                           | Pavel Sivakov                | Russie                       | Ineos Grenadiers             | + 1 min 08 s                 |
| 6e                           | Daniel Martínez              | Colombie                     | Ineos Grenadiers             | + 1 min 10 s                 |
| 7e                           | Jai Hindley                  | Australie                    | Team DSM                     | + 1 min 20 s                 |
| 8e                           | Tobias Foss                  | Norvège                      | Jumbo-Visma                  | + 1 min 42 s                 |
| 9e                           | Gino Mäder                   | Suisse                       | Bahrain Victorious           | + 1 min 55 s                 |
| 10e                          | Harold Tejada                | Colombie                     | Astana-Premier Tech          | + 2 min 56 s                 |

| Classement du meilleur jeune | Classement du meilleur jeune | Classement du meilleur jeune | Classement du meilleur jeune | Classement du meilleur jeune |
| Coureur                      | Coureur                      | Pays                         | Équipe                       | Temps                        |
| ---------------------------- | ---------------------------- | ---------------------------- | ---------------------------- | ---------------------------- |
| 1er                          | Attila Valter                | Hongrie                      | Groupama-FDJ                 | 13 h 51 min 44 s             |
| 2e                           | Aleksandr Vlasov             | Russie                       | Astana-Premier Tech          | + 24 s                       |
| 3e                           | Remco Evenepoel              | Belgique                     | Deceuninck-Quick Step        | + 28 s                       |
| 4e                           | Egan Bernal                  | Colombie                     | Ineos Grenadiers             | + 39 s                       |
| 5e                           | Pavel Sivakov                | Russie                       | Ineos Grenadiers             | + 1 min 08 s                 |
| 6e                           | Daniel Martínez              | Colombie                     | Ineos Grenadiers             | + 1 min 10 s                 |
| 7e                           | Jai Hindley                  | Australie                    | Team DSM                     | + 1 min 20 s                 |
| 8e                           | Tobias Foss                  | Norvège                      | Jumbo-Visma                  | + 1 min 42 s                 |
| 9e                           | Gino Mäder                   | Suisse                       | Bahrain Victorious           | + 1 min 55 s                 |
| 10e                          | Harold Tejada                | Colombie                     | Astana-Premier Tech          | + 2 min 56 s                 |

| Classement par équipes | Classement par équipes | Classement par équipes | Classement par équipes |
| Équipe                 | Équipe                 | Pays                   | Temps                  |
| ---------------------- | ---------------------- | ---------------------- | ---------------------- |
| 1re                    | Bahrain Victorious     | Bahreïn                | 41 h 35 min 57 s       |
| 2e                     | Ineos Grenadiers       | Royaume-Uni            | + 1 min 07 s           |
| 3e                     | UAE Team Emirates      | Émirats arabes unis    | + 1 min 16 s           |
| 4e                     | Team BikeExchange      | Australie              | + 1 min 53 s           |
| 5e                     | EF Education-Nippo     | États-Unis             | + 2 min 38 s           |
| 6e                     | Trek-Segafredo         | États-Unis             | + 3 min 21 s           |
| 7e                     | Israel Start-Up Nation | Israël                 | + 4 min 43 s           |
| 8e                     | Deceuninck-Quick Step  | Belgique               | + 5 min 55 s           |
| 9e                     | Jumbo-Visma            | Pays-Bas               | + 6 min 19 s           |
| 10e                    | Team DSM               | Allemagne              | + 6 min 28 s           |

| Classement par équipes | Classement par équipes | Classement par équipes | Classement par équipes |
| Équipe                 | Équipe                 | Pays                   | Temps                  |
| ---------------------- | ---------------------- | ---------------------- | ---------------------- |
| 1re                    | Bahrain Victorious     | Bahreïn                | 41 h 35 min 57 s       |
| 2e                     | Ineos Grenadiers       | Royaume-Uni            | + 1 min 07 s           |
| 3e                     | UAE Team Emirates      | Émirats arabes unis    | + 1 min 16 s           |
| 4e                     | Team BikeExchange      | Australie              | + 1 min 53 s           |
| 5e                     | EF Education-Nippo     | États-Unis             | + 2 min 38 s           |
| 6e                     | Trek-Segafredo         | États-Unis             | + 3 min 21 s           |
| 7e                     | Israel Start-Up Nation | Israël                 | + 4 min 43 s           |
| 8e                     | Deceuninck-Quick Step  | Belgique               | + 5 min 55 s           |
| 9e                     | Jumbo-Visma            | Pays-Bas               | + 6 min 19 s           |
| 10e                    | Team DSM               | Allemagne              | + 6 min 28 s           |

## Abandons
- Aucun abandon.